# Vạn Điểm
Vạn Điểm là một xã thuộc huyện Thường Tín, thành phố Hà Nội, Việt Nam. Cách trung tâm thành phố khoảng 30 km.

## Thông tin địa lý
Xã Vạn Điểm có diện tích: 3,07 km². Theo Tổng điều tra dân số năm 1999, xã Vạn Điểm có dân số 5.462 người.
Xã Vạn Điểm giáp sông Hồng ở phía đông bắc. Địa giới hành chính: 
- Phía đông giáp thị trấn Phú Minh (huyện Phú Xuyên).
- Phía nam giáp xã Minh Cường (huyện Thường Tín).
- Phía tây giáp xã Văn Tự (huyện Thường Tín).
- Phía bắc giáp xã Thống Nhất (huyện Thường Tín).
- Phía đông bắc giáp xã Đông Ninh (huyện Khoái Châu, tỉnh Hưng Yên).

Đầu thế kỷ 19, làng Vạn Điểm là xã Vạn Điểm (thời xưa) thuộc tổng Vạn Điểm huyện Thượng Phúc phủ Thường Tín trấn Sơn Nam Thượng.

## Làng nghề
- Làng nghề truyền thống sản xuất đồ mộc cao cấp, cung cấp cho nhiều địa phương trong nước và xuất khẩu ra nước ngoài.